# Яжили
Яжили (пол. Jarzyły) — село в Польщі, у гміні Сипнево Маковського повіту Мазовецького воєводства.
Населення — 124 особи (2011).
У 1975-1998 роках село належало до Остроленцького воєводства.

## Демографія
Демографічна структура станом на 31 березня 2011 року:
|          | Загалом | Допрацездатний вік | Працездатний вік | Постпрацездатний вік |
| -------- | ------- | ------------------ | ---------------- | -------------------- |
| Чоловіки | 61      | 15                 | 42               | 4                    |
| Жінки    | 63      | 17                 | 33               | 13                   |
| Разом    | 124     | 32                 | 75               | 17                   |